# Larbi Chraïbi
Pour les articles homonymes, voir Chraïbi.
Larbi Chraïbi a été nommé Ministre de la Santé publique du Maroc le 13 novembre 1963 sous le Gouvernement Bahnini. Il a été reconduit au même poste le 8 juin 1965 sous le Conseil Hassan II puis sous le Gouvernement Benhima/Laraki.

## Sources